# Torben Wosik
Torben Wosik (ur. 8 października 1973 w Hamm) – niemiecki tenisista stołowy. Były członek kadry narodowej i olimpijskiej Niemiec w tenisie stołowym. Zawodnik francuskiego klubu tenisa stołowego Angers Vaillant. Jest sponsorowany przez japońską firmę tenisa stołowego Andro. Jest 2-krotnym mistrzem Niemiec w latach 1999 i  2008. Ma 170cm wzrostu i waży 70kg. Mieszka w Stuttgarcie. Jego trenerami są Yan Xin-Qiu i Richard Prause.
- miejsce w światowym rankingu ITTF: 94

- styl gry:leworęczny, szybki bekhendowy atak rotacyjny.

Sprzęt:
- deska: Persson Powerplay Senso

- okładziny: forhend: J.O.Waldner(grubość podkładu: 2,0 po obu stronach)

## Osiągnięcia
- Mistrz Niemiec 2008
- Wicemistrz świata z kadrą Niemiec 2004
- Drugi EM-2003 (gra pojedyncza mężczyzn)
- Drugi EM-1990, 2000 i 2002 (zespół)
- Mistrz Niemiec 1999
- Trzeci Puchar Świata 1997 (zespół)

## Kluby
- 1978–1987 TTC Grünweiß Bad Hamm
- 1987–1993 Borussia Düsseldorf
- 1993–1994 Spvg Steinhagen
- 1994–1995 CFC Hertha 06 Berlin
- 1995–2000 TTF Bad Honnef
- 2000–2006 TTC Frickenhausen
- 2006-     Angers Vaillant TT